# Лэнсбери, Анджела
Дама А́нджела Бри́джид Лэ́нсбери (англ. Angela Brigid Lansbury; 16 октября 1925[…], Сент-Панкрас, Лондон, Великобритания или Лондон — 11 октября 2022, Лос-Анджелес, Калифорния) — англо-американская актриса и певица.
Лэнсбери была лауреатом, среди прочего, шести премий «Тони» (включая награду за Пожизненные достижения), шести премий «Золотой глобус», а также была награждена почётным «Оскаром» в 2013 году; кроме того, она была номинирована один раз на премию «Грэмми» и восемнадцать раз на «прайм-таймовую премию Эмми». В 2014 году стала Дамой-Командором ордена Британской империи за вклад в драматическое искусство и благотворительность.
Российскому зрителю больше известна по роли Джессики Флетчер в сериале «Она написала убийство» (1984—1996), кинофильмам «Портрет Дориана Грея» (1945), «Маньчжурский кандидат» (1962), «Набалдашник и метла» (1971), «Смерть на Ниле» (1978) и «Моя ужасная няня» (2005).

## Биография
Анджела Бриджид Лэнсбери родилась в Лондоне в известной англо-ирландской семье. Её дедом был будущий лидер Лейбористской партии Джордж Лэнсбери. Отец Анджелы Эдгар Лэнсбери (1887—1935) был членом Коммунистической партии Великобритании и неудачно занимался лесным бизнесом (его фирма обанкротилась в 1927). Он женился на дочери состоятельного адвоката из Белфаста и актрисе Мойне Макгилл, Анджела была их первым ребёнком, в 1930 родились сыновья-близнецы. После смерти отца и деда Анджела вместе с матерью и младшими братьями в августе 1940 года через Монреаль эмигрировала в США. Некоторое время они жили в Нью-Йорке, где Анджела смогла завершить формальное актёрское образование. Первым местом её работы был клуб «Самовар» в Монреале, где она пела в вечерней программе.
В августе 1942 года Анджела вернулась в Нью-Йорк, а затем переехала к матери в Лос-Анджелес, где Мойна надеялась вернуться к карьере в кинематографе. Анджела подружилась с группой местных геев и вскоре стала хорошо знакома с подпольным сообществом гомосексуальных деятелей искусства. Однажды на вечеринке она познакомилась с Джоном ван Друтеном, автором сценария будущего фильма «Газовый свет», который снимал режиссёр Джордж Кьюкор, как и ван Друтен, предпочитающий однополые отношения. Ван Друтен рекомендовал Анджелу на роль в фильме, которая принесла 18-летней актрисе известность и номинацию на «Оскар». Она подписала семилетний контракт с Metro-Goldwyn-Mayer.
За следующий фильм «Портрет Дориана Грея» Анджела Лэнсбери выиграла первый «Золотой глобус» и вновь была номинирована на «Оскар».

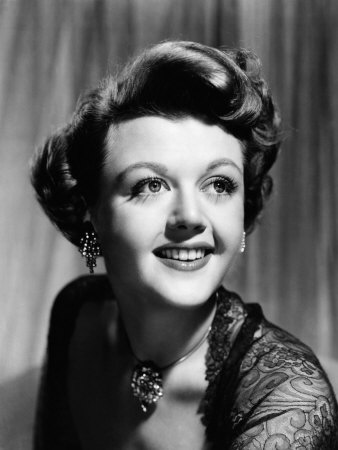
Студийное фото 1940-х

По словам актрисы, она хотела играть главных героинь, но студийные боссы кинокомпании «MGM» хотели сделать из Лэнсбери характерную актрису и в основном предлагали ей роли сестёр, любовниц и матерей. Дошло до того, что когда Анджеле было 22 года, студия дала ей роль сорокапятилетней любовницы Спенсера Трейси в фильме Фрэнка Капры «Состояние единства» (1948).
В 1962 году вышел самый известный фильм Анджелы Лэнсбери «Манчжурский кандидат». В этом политическом триллере Лэнсбери сыграла Миссис Айслин, жену влиятельного сенатора, целью которой было убийство кандидата на пост Президента США руками её единственного сына. Лэнсбери была старше своего экранного сына, актёра Лоуренса Харви, всего на три года, самой актрисе тогда было 36 лет. Анджела Лэнсбери получила за эту роль «Золотой глобус» и Премию Национального совета кинокритиков США и считалась фавориткой в гонке за «Оскар», но награду вновь не получила. В 1960-70-е годы Анджела отдавала предпочтение работе в театре перед кинематографом. После успеха «Манчжурского кандидата» последующие кинофильмы с её участием были сдержанно встречены как критиками, так и публикой.
В 1984 году актриса согласилась на роль Джессики Флетчер в сериале «Она написала убийство». Сериал сразу же стал популярен, особенно среди старшей аудитории, для которой главная героиня была моделью самостоятельной, деятельной и социально-активной пожилой женщины. В 1990-е годы популярность сериала снизилась, а страдающей от артрита Лэнсбери стало тяжело выдерживать интенсивный график съёмок (короткие серии выходили еженедельно). Сериал выходил в прайм-тайм на канале CBS на протяжении 12 лет и принёс актрисе массовую известность и большой коммерческий успех. На протяжении всего этого времени над сериалом успели поработать 33 режиссёра, среди которых был и сын актрисы Энтони Шоу, а гостями шоу были такие звёзды Голливуда, как Джанет Ли, Джин Симмонс, Ван Джонсон, Мартин Ландау, Дороти Ламур, Эрнест Боргнайн и многие другие.
За роль Джессики Флетчер актрису 12 раз номинировали на премию «Эмми», но награду она так и не получила, что сделало её обладательницей антирекорда как исполнителя с наибольшим количеством номинаций (18) без единой победы в истории телепремии.
В 2011 году 85-летняя актриса сыграла небольшую роль в комедии «Пингвины мистера Поппера» с Джимом Керри в главной роли. В 2018 году Лэнсбери появилась в семейном фильме «Пуговицы: Рождественская сказка», а также в мюзикле «Мэри Поппинс возвращается», где эпизодическую роль продавщицы воздушных шаров в парке включала пение песни «Nowhere To Go But Up». В том же году был выпущен анимационный фильм «Гринч», в котором Лэнсбери озвучивал мэра Ктовилля. Последнее появление актрисы на большом экране было в 2022 году в детективном фильме «Достать ножи: Стеклянная луковица».

### Театр

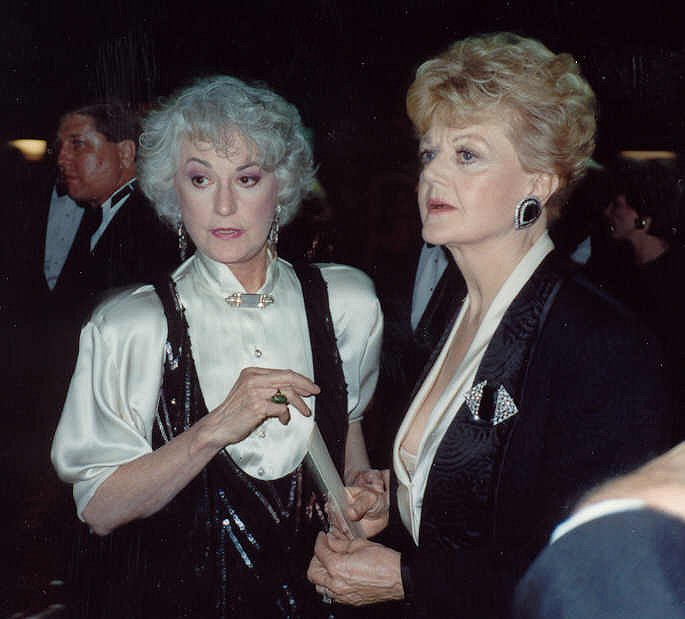
С Би Артур на церемонии «Эмми» в 1989 году

Дебют Лэнсбери на Бродвее состоялся в 1957 году в постановке Отель «Парадизо», но звездой сцены её сделал мюзикл Джерри Хермэна «Мэйм» (1966), где её партнёршей стала Би Артур. Мюзикл выдержал 1508 представлений и принёс Лэнсбери первую премию «Тони», новый виток популярности и преданного друга в лице Артур.
В 1969 году актриса получила вторую премию «Тони» за «Дорогой мир», третью — за мюзикл «Джипси» (1974), а роль миссис Ловетт в мюзикле Стивена Сондхайма «Суини Тодд, демон-парикмахер с Флит-стрит» (1979) принесла актрисе четвёртую награду. В интервью ведущему канала ТСМ Роберту Осборну Лэнсбери призналась, что ей хочется, чтобы зрители запомнили её по роли миссис Ловетт. К неудачам актрисы можно отнести мюзикл «Красотка». Постановку обругали критики и зрители, и к огромному облегчению актрисы через неделю шоу закрыли.
В 2001 году актриса планировала вернуться на Бродвей в мюзикле «Визит», но из за болезни мужа Лэнсбери пришлось отказаться от участия в спектакле.
Возвращение всё-таки состоялось в пьесе «Равный счёт» (2007). Актриса сыграла роль известной в прошлом теннисистки, а её партнёршей стала актриса Мэриэн Селдес. Критики приняли спектакль прохладно, но хвалили игру актрис. За роль в постановке Лэнсбери получила пятую номинацию на «Тони», но проиграла Джули Уайт.
С марта по июль 2009 года Лэнсбери выступала в бродвейской постановке пьесы Ноэла Кауарда «Неугомонный дух», в роли Мадам Аркати, где её партнёром стал британский актёр Руперт Эверетт. Пресса единодушно хвалила актрису, получившую за эту роль рекордную пятую премию «Тони».
С 2009 по 2010 год актриса играла мать героини Кэтрин Зеты-Джонс в бродвейском мюзикле Стивена Сондхайма «Маленькая ночная серенада», за роль в котором была в очередной раз номинирована на премию «Тони».
В 2012 году актриса принимала участие в бродвейской постановке пьесы Гора Видала «Самый достойный». В ноябре 2019 года она вернулась на Бродвей, сыграв леди Брэкнелл в однодневной благотворительной постановке пьесы Оскара Уайльда «Как важно быть серьёзным» для театра American Airlines компании Roundabout Theater Company.
В 2013 году Лэнсбери сыграла главную роль в австралийском турне пьесы «Шофёр мисс Дэйзи». Тур затронул 5 крупнейших австралийских городов и продолжался 5 месяцев (февраль-июнь).
В 2014 Лэнсбери вернулась на лондонскую сцену после сорокалетнего перерыва в роли Мадам Аркати в пьесе Ноэла Кауарда «Неугомонный дух», которая принесла ей премию «Тони» в 2009 году. В ноябре 2015 года актриса была награждена премией Оскара Хаммерштейна за заслуги перед музыкальным театром.

### Личная жизнь

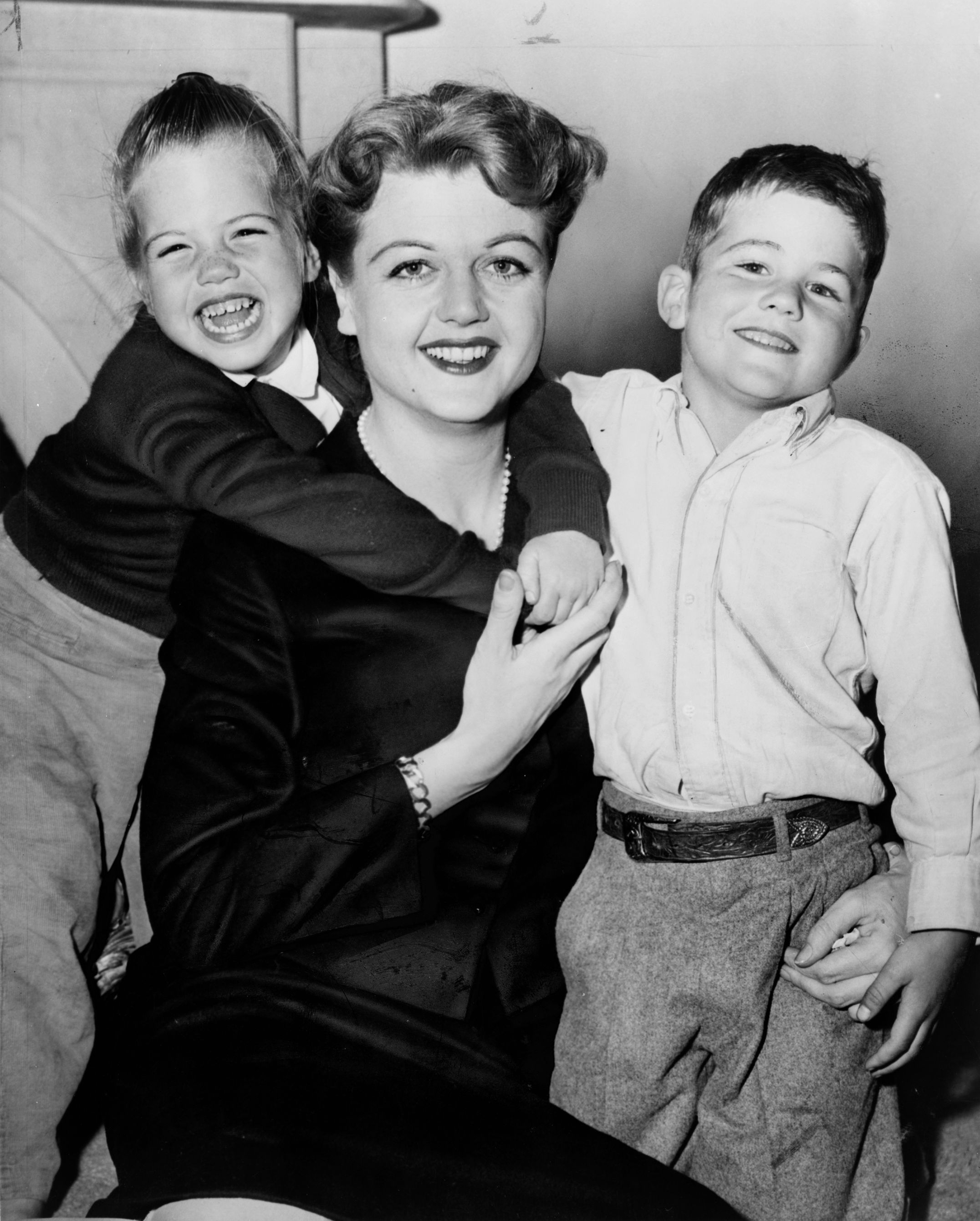
Анджела Лэнсбери с дочерью Дейдри и сыном Энтони

Когда ей было 19 лет, Анджела вышла замуж за 35-летнего актёра Ричарда Кромвелла. Брак просуществовал девять месяцев. Кромвелл говорил, что его «бесило, что Анджела могла посреди ночи пойти пить чай, а по всему дому были разбросаны использованные пакетики». Бывшие супруги сохранили дружеские отношения. Кромвелл был гомосексуалом, женитьба на юной актрисе могла помочь ему избежать преследований.
В 1946 году на вечеринке у актёра Хёрда Хэтфилда актриса познакомилась с ирландским актёром, а затем сотрудником студии MGM Питером Шоу и через 3 года они поженились. Актриса усыновила ребёнка от первого брака мужа по имени Дэвид. Позже у них родился сын Энтони и дочь Дейдра. Шоу умер в 2003 году.
В интервью известной журналистке Барбаре Уолтерс Лэнсбери призналась, что благодарна пожару, уничтожившему дом её семьи в Малибу в сентябре 1970. В то время их дети экспериментировали с тяжелыми наркотиками и родители решили переехать в сельскую местность ирландского графства Корк. Актриса верит, что именно переезд уберег её семью от большей беды.
Лэнсбери долгое время жила в Лос-Анджелесе и поддерживала различные благотворительные организации Южной Калифорнии. Перестав активно сниматься в кино и на телевидении, в 2006 году переехала в Нью-Йорк. Через год, после двадцатитрёхлетнего перерыва, вернулась на бродвейскую сцену в постановке «Равный счёт». За роль в спектакле была номинирована на премию «Тони».
В 2008 году Лэнсбери стала лицом кампании, проводимой ассоциацией по борьбе с БАС. В 1987 году её единоутробная сестра и бывшая жена актёра Сэра Питера Устинова, Изольда, умерла от этой неизлечимой болезни. В одном из интервью Лэнсбери сказала: «У меня есть семья и внуки. Я живу полной жизнью, но тем не менее у меня есть время сделать что-то для других, что меня невероятно радует».
До последних дней Лэнсбери продолжала регулярно выступать на сцене и хотела сыграть интересную роль в кино, но отказывалась от многих предложений, так как не хотела играть «умирающих от Альцгеймера старушек».

### Смерть
Скончалась во сне 11 октября 2022 года, за пять дней до своего 97-летия, у себя дома в Лос-Анджелесе. Анджела пережила своего первого супруга ровно на 62 года.

## Избранная фильмография
| Год       |    | Русское название                                   | Оригинальное название                 | Роль                              |
| --------- | -- | -------------------------------------------------- | ------------------------------------- | --------------------------------- |
| 1944      | ф  | Газовый свет                                       | Gaslight                              | Нэнси Оливер                      |
| 1944      | ф  | Национальный бархат                                | National Velvet                       | Эдвина Браун                      |
| 1945      | ф  | Портрет Дориана Грея                               | The Picture of Dorian Gray            | Сибил Вейн                        |
| 1946      | ф  | Девушки Харви                                      | The Harvey Girls                      | Эм                                |
| 1946      | ф  | Святой Гудлум                                      | The Hoodlum Saint                     | Дасти Миллард                     |
| 1946      | ф  | Пока плывут облака                                 | Till the Clouds Roll By               | Специалист из Лондона             |
| 1947      | ф  | Личные дела милого друга                           | The Private Affairs of Bel Ami        | Клотильд де Марелль               |
| 1947      | ф  | Когда придет зима                                  | If Winter Comes                       | Мэйбл Сейбр                       |
| 1948      | ф  | Ангел с десятой авеню                              | Tenth Avenue Angel                    | Сюзан Браттен                     |
| 1948      | ф  | Состояние единства                                 | State of the Union                    | Кэй Торндайк                      |
| 1948      | ф  | Три мушкетёра                                      | The Three Musketeers                  | Королева Анна                     |
| 1949      | ф  | Красный Дунай                                      | The Red Danube                        | Одри Куэйл                        |
| 1949      | ф  | Самсон и Далила                                    | Samson and Delilah                    | Семадар                           |
| 1951      | ф  | Добрая леди                                        | Kind Lady                             | Миссис Эдвардс                    |
| 1952      | ф  | Мятеж                                              | Mutiny                                | Лесли                             |
| 1954      | ф  | Жизнь на кону                                      | A Life at Stake                       | Дорис Хиллман                     |
| 1955      | ф  | Лиловая маска                                      | The Purple Mask                       | Мадам Валентайн                   |
| 1955      | ф  | Улица беззакония                                   | A Lawless Street                      | Тэлли Дикенсон                    |
| 1955      | ф  | Придворный шут                                     | The Court Jester                      | Принцесса Гвендолин               |
| 1955      | тф | Нескромная миссис Джарвис                          | The Indiscreet Mrs. Jarvis            | Бренда Джарвис                    |
| 1956      | ф  | Пожалуйста, убей меня                              | Please Murder Me                      | Майра Лидс                        |
| 1958      | ф  | Долгое жаркое лето                                 | The Long, Hot Summer                  | Минни Литтлджон                   |
| 1960      | ф  | Тьма наверху лестницы                              | The Dark at the Top of the Stairs     |                                   |
| 1961      | ф  | Голубые Гавайи                                     | Blue Hawaii                           | Сара Ли Гейтс                     |
| 1962      | ф  | Маньчжурский кандидат                              | The Manchurian Candidate              | миссис Айслин                     |
| 1964      | ф  | Мир Генри Ориента                                  | The World of Henry Orient             |                                   |
| 1964      | ф  | Дорогое сердце                                     | Dear Heart                            |                                   |
| 1965      | ф  | Величайшая из когда-либо рассказанных историй      | The Greatest Story Ever Told          |                                   |
| 1966      | ф  | Мистер Буддвинг                                    | Mister Buddwing                       |                                   |
| 1965      | ф  | Любовные приключения Молл Флэндерс                 | Любовные приключения Молл Флэндерс    |                                   |
| 1970      | ф  | Кое-что для каждого                                | Something for Everyone                |                                   |
| 1971      | ф  | Набалдашник и метла                                | Bedknobs and Broomsticks              | мисс Эглантин Прайс               |
| 1978      | ф  | Смерть на Ниле                                     | Death on the Nile                     | миссис Саломея Оттерборн          |
| 1979      | ф  | Леди исчезает                                      | The Lady Vanishes                     | мисс Фрой                         |
| 1980      | ф  | Зеркало треснуло                                   | The Mirror Crack'd                    | Мисс Марпл                        |
| 1982      | мф | Последний единорог                                 | The Last Unicorn                      | Матушка Фортуна                   |
| 1984      | тф | Ингрид                                             | Ingrid                                |                                   |
| 1984      | ф  | В компании волков                                  | The Company of Wolves                 | бабушка Розалин (Красной Шапочки) |
| 1984—1996 | с  | Она написала убийство                              | Murder, She Wrote                     | Джессика Флетчер                  |
| 1984      | тф | Кружева                                            | The Lace                              | тётя Максин Паскаль               |
| 1986      | тф | Гнев ангелов: История продолжается                 | Rage of Angels: The Story Continues   |                                   |
| 1989      | тф | Собиратель ракушек                                 | The Shell Seekers                     |                                   |
| 1990      | тф | Навстречу любви                                    | The Love She Sought                   | Агата                             |
| 1991      | мф | Красавица и чудовище                               | Beauty and the Beast                  | Миссис Поттс                      |
| 1992      | тф | Миссис Харрис едет в Париж                         | Mrs. 'Arris Goes To Paris             | Ада Харрис                        |
| 1995      | тф | Твоя студия и ты                                   | Your Studio and You                   | камео (в роли самой себя)         |
| 1996      | тф | Миссис Санта-Клаус                                 | Mrs. Santa Claus                      | Анна Клаус                        |
| 1997      | тф | Она написала убийство: На юг через юго-запад       | Murder, She Wrote: South by Southwest | Джессика Флетчер                  |
| 1997      | мф | Анастасия                                          | Anastasia                             | императрица Мария                 |
| 2000      | тф | Она написала убийство: История твоей смерти        | Murder, She Wrote: A Story to Die For | Джессика Флетчер                  |
| 2003      | тф | Она написала убийство: Последний свободный человек | Murder, She Wrote: The Last Free Man  | Джессика Флетчер                  |
| 2003      | тф | Она написала убийство: Кельтская загадка           | Murder, She Wrote: The Celtic Riddle  | Джессика Флетчер                  |
| 2004      | тф | Пронзающий тьму                                    | The Blackwater Lightship              | Дора                              |
| 2005      | ф  | Моя ужасная няня                                   | Nanny McPhee                          | Тётя Аделейд                      |
| 2011      | ф  | Пингвины мистера Поппера                           | Mr. Popper's Penguins                 | Миссис Ван Ганди                  |
| 2017      | с  | Маленькие женщины                                  | Little Women                          | тётя Марч                         |
| 2018      | мф | Гринч                                              | The Grinch                            | мэр Макгеркл                      |
| 2018      | ф  | Мэри Поппинс возвращается                          | Mary Poppins Returns                  | продавщица воздушных шаров        |
| 2022      | ф  | Достать ножи: Стеклянная луковица                  | Glass Onion: A Knives Out Mystery     | в роли самой себя                 |

## Театр
- Отель Парадизо (апрель — июль 1957)
- Вкус мёда (октябрь 1960 — сентябрь 1961)
- Свистеть умеет каждый (апрель 1964)
- Мэйм (май 1966 — январь 1969)
- Дорогой мир (февраль — март 1969)
- Цыганка (сентябрь 1974 — январь 1975)
- Гамлет (1975—1976)
- Король и я (апрель 1978)
- Суини Тодд, демон-парикмахер с Флит-стрит (март 1979 — июнь 1980) + Специальная ТВ запись в 1982 году
- Маленький семейный бизнес (декабрь 1982)
- Мэйм (июль — август 1983)
- Оскар и Розовая Леди (март 2006)
- Равный счёт (апрель — август 2007)
- Неугомонный дух (март — июль 2009)
- Маленькая ночная серенада (декабрь 2009 — июнь 2010)
- Самый достойный (апрель 2012 — июль 2012)
- Шофёр мисс Дэйзи (февраль 2013 — июнь 2013)
- Неугомонный дух (март — июнь 2014)

## Награды и номинации
«Оскар»
- Премия
- Почётный «Оскар» (2014)
- Номинации
- Лучшая женская роль второго плана («Газовый свет», 1945)
- Лучшая женская роль второго плана («Портрет Дориана Грея», 1946)
- Лучшая женская роль второго плана («Манчжурский кандидат», 1963)

BAFTA
- Премия
- Премия «Британия» (за достижения всей жизни, 2003)
- Номинация
- Лучшая женская роль второго плана («Смерть на Ниле», 1978)

«Золотой глобус»
- Премии
- Лучшая актриса в телесериале в жанре драма («Она написала убийство», 1992)
- Лучшая актриса в телесериале в жанре драма («Она написала убийство», 1990)
- Лучшая актриса в телесериале в жанре драма («Она написала убийство», 1987)
- Лучшая актриса в телесериале в жанре драма («Она написала убийство», 1985)
- Лучшая актриса второго плана («Манчжурский кандидат», 1963)
- Лучшая актриса второго плана («Портрет Дориана Грея», 1946)
- Номинации
- Лучшая актриса в телесериале в жанре драма («Она написала убийство», 1995)
- Лучшая актриса в телесериале в жанре драма («Она написала убийство», 1993)
- Лучшая актриса в телесериале в жанре драма («Она написала убийство», 1991)
- Лучшая актриса в телесериале в жанре драма («Она написала убийство», 1989)
- Лучшая актриса в телесериале в жанре драма («Она написала убийство», 1988)
- Лучшая актриса в телесериале в жанре драма («Она написала убийство», 1986)
- Лучшая киноактриса — Мюзикл/Комедия («Набалдашник и метла», 1972)
- Лучшая киноактриса — Мюзикл/Комедия («Кое-что для каждого», 1971)

Тони
- Премии
- Лучшая актриса в мюзикле («Суинни Тодд», 1979)
- Лучшая актриса в мюзикле («Цыганка», 1975)
- Лучшая актриса в мюзикле («Дорогой мир», 1969)
- Лучшая актриса в мюзикле («Мэйм», 1966)
- Лучшая актриса второго плана в пьесе («Неугомонный дух», 2009)
- Номинации
- Лучшая актриса в пьесе («Равный счёт», 2007)
- Лучшая актриса второго плана в мюзикле («Маленькая ночная серенада», 2010)

Эмми
- Номинации
- Лучшая актриса в мини-сериале или телефильме («Маленькая Глория...Наконец-то счастлива», 1983)
- Лучшее индивидуальное исполнение в варьете или музыкальной программе («Суинни Тодд», 1985)
- Лучшее индивидуальное исполнение в варьете или музыкальной программе (41 Ежегодная церемония вручения Премии «Тони», 1987)
- Лучшее индивидуальное исполнение в варьете или музыкальной программе (43 Ежегодная церемония вручения Премии «Тони», 1990)
- Лучшая актриса в драматическом сериале (««Она написала убийство», 1985—1996) (12 номинаций подряд)
- Лучшая актриса второго плана в мини-сериале или телефильме («Пронзающий тьму», 2004)
- Лучшая актриса в гостевой роли в драматическом сериале (за роль Элеанор Дювалль в сериале «Закон и Порядок: Суд присяжных», 2005)

Национальный совет кинокритиков США
- Премии
- Лучшая актриса второго плана («Манчжурский кандидат» и «Все рушится», 1963)
- Лучшая актриса второго плана («Смерть на Ниле», 1978)

SAG
- Премии
- Премия за достижения всей жизни (1996)
- Номинации
- Лучшая актриса в телесериале в жанре драма («Она написала убийство», 1995)

Орден Британской империи
- Орден
- 1994 — Командор (CBE)
- 2014 — Дама-Командор (DBE)[19]